# Ботсорель
Ботсоре́ль (фр. Botsorhel) — муниципалитет во Франции, в регионе Бретань, департамент Финистер.Население — 430 человек (2019).
Муниципалитет расположен в 450 км к западу от Парижа, 155 км к западу от Ренна, 70 км северо-восточнее Кемпера.

## Экономика
В 2007 году среди 292 человек в трудоспособном возрасте (15-64 лет) 212 были активные, 80 — неактивные (показатель активности 72,6 %, в 1999 году был 72,6 %). Из 212 активных работало 190 человек (114 мужчин и 76 женщин), безработных было 22 (11 мужчин и 11 женщин). Среди 80 неактивных 34 человека были учениками или студентами, 20 — пенсионерами, 26 были неактивными по другим причинам.
В 2008 году в муниципалитете числилось 198 налогооблагаемых домохозяйств в которых проживало 439 человек, медиана доходов выносила 13 919 евро на одного потребителя.